# Spinaria bachmana
Spinaria bachmana är en stekelart som beskrevs av Long och Van Achterberg 2007. Spinaria bachmana ingår i släktet Spinaria och familjen bracksteklar. Inga underarter finns listade i Catalogue of Life.